# لئو وایت
لئو وایت (انگلیسی: Leo White؛ ‏ ۱۰ نوامبر ۱۸۸۲ – ۲۰ سپتامبر ۱۹۴۸) بازیگر اهل ایالات متحده آمریکا بود. وی بین سال‌های ۱۹۱۱ تا ۱۹۴۹ میلادی فعالیت می‌کرد.

## گزیده فیلم‌شناسی
- مادام دابل ایکس (۱۹۱۴)
- به‌دنبال لیزی استری (۱۹۱۴)
- شغل جدیدش (۱۹۱۵)
- یک شب گردش (۱۹۱۵)
- قهرمان (۱۹۱۵)
- در پارک (۱۹۱۵)
- فرار مینی‌بوسی (۱۹۱۵)
- ولگرد (۱۹۱۵)
- شغل (۱۹۱۵)
- یک زن (۱۹۱۵)
- سگ وفادار چاقالو (۱۹۱۵)
- بانک (۱۹۱۵)
- شانگهای (۱۹۱۵)
- شبی در نمایش (۱۹۱۵)
- پلیس (۱۹۱۶)
- بازرس فروشگاه (۱۹۱۶)
- آتش‌نشان (۱۹۱۶)
- خانه‌به‌دوش (۱۹۱۶)
- کنت (۱۹۱۶)
- بز (۱۹۱۷)
- مفت‌خور (۱۹۱۷)
- کندی کید (۱۹۱۷)
- قهرمان (۱۹۱۷)
- دیوانگان خمیر (۱۹۱۷)
- میلیونر (۱۹۱۷)
- پشت‌صحنه (۱۹۱۷)
- شرور (۱۹۱۷)
- سرآشپز (۱۹۱۷)
- برده (۱۹۱۷)
- رقیب کوپیدو (۱۹۱۷)
- آس و پاس (۱۹۱۷)
- دوباره آمد (۱۹۱۸)
- صاف و صادق (۱۹۱۸)
- صبح زود (۱۹۱۸)
- تعمیرکار (۱۹۱۸)
- دانشمند (۱۹۱۸)
- خدمتکار آسایشگاه (۱۹۱۸)
- روز مرخصی او (۱۹۱۸)
- سرکش (۱۹۱۸)
- بیگانه (۱۹۱۸)
- پیام‌رسان (۱۹۱۸)
- دردسر سه‌گانه (۱۹۱۸)
- ازدواج سفارشی (۱۹۲۰)
- کوتوله‌ها و رفقا (۱۹۲۰)
- مشت و علوفه (۱۹۲۰)
- خون و شن (۱۹۲۲)
- نگرانی چرا؟ (۱۹۲۳)
- پذیریش مردمی (۱۹۲۳)
- تلفات جنگ! (۱۹۲۳)
- بن هور (۱۹۲۵)
- خبر مهم و جالب (۱۹۲۶)
- آنا کریستی (۱۹۳۰)
- آرسن لوپن (۱۹۳۲)
- گرند هتل (۱۹۳۲)
- راسپوتین و امپراتریس (۱۹۳۲)
- خانمی برای یک روز (۱۹۳۳)
- مرد نامرئی (۱۹۳۳)
- برادر شیطان (۱۹۳۳)
- زنده‌باد ویا! (۱۹۳۴)
- امپراتریس سرخ‌پوش (۱۹۳۴)
- مرد لاغر (۱۹۳۴)
- خشم سیاه (۱۹۳۵)
- شبی در اپرا (۱۹۳۵)
- مردگان متحرک (۱۹۳۶)
- گلوله‌ها یا قرعه‌ها (۱۹۳۶)
- شاهزاده و گدا (۱۹۳۷)
- زن بدنام (۱۹۳۷)
- فرشتگانی با چهره‌های کثیف (۱۹۳۸)
- باج‌گیری (۱۹۳۹)
- دهه پرشور بیست (۱۹۳۹)
- شاهین دریا (۱۹۴۰)
- دیکتاتور بزرگ (۱۹۴۰)
- نامه (۱۹۴۰)
- ملاقات با جان دو (۱۹۴۱)
- دروغ بزرگ (۱۹۴۱)
- دختر میلیون دلاری (۱۹۴۱)
- سراسر شب (۱۹۴۲)
- احمق آمریکایی خوش‌تیپ (۱۹۴۲)
- مل بلانک
- کازابلانکا (۱۹۴۲)
- آقای اسکفینگتون (۱۹۴۴)
- آرسنیک و تور کهنه (۱۹۴۴)
- هتل برلین (۱۹۴۵)
- از خودگذشتگی (۱۹۴۶)
- شب و روز (۱۹۴۶)
- زندگی ربوده‌شده (۱۹۴۶)
- ماجرای مرموز و پرالتهاب (۱۹۴۶)
- حکم (۱۹۴۶)
- رؤیای من مال توست (۱۹۴۹)
- جستجو (۱۹۴۹)
- سرچشمه (۱۹۴۹)